# Peixe-cachimbo-barbado
O peixe-cachimbo-barbado (Urocampus nanus), é uma pequena espécie de peixe-cachimbo que é nativo do norte do Oceano Pacífico, vive associado a gramas-marinhas do gênero Zostera, em águas costeiras e em estuários de água salobra. Possui um corpo fino e alongado, com pequenos filamentos que o ajuda a se camuflar, pode variar do amarelo para o verde dependendo do ambiente que habita.
É uma espécie nativa do norte do Oceano Pacífico, sendo encontrado na costa do Japão e Coréia do Sul para o nordeste da China.